# Pereira Barreto
Pereira Barreto este un oraș în São Paulo (SP), Brazilia.